# Frank Gifford
Francis Newton "Frank" Gifford (Santa Monica, 16 de agosto de 1930 - 9 de agosto de 2015) foi um jogador de futebol americano estadunidense que foi campeão da temporada de 1956 da NFL jogando pelo New York Giants. Durante sua carreira, ele disputou cinco finais da liga e foi nomeado a oito Pro Bowls.
Francis faleceu a 9 de agosto de 2015, aos 84 anos de idade.